# Isopropamide
L'isopropamide è un agente anticolinergico a lunga durata d'azione. È utilizzato nella cura dell'ulcera peptica ed in altri disordini di natura gastrointestinale che riguardano l'iperacidosi, poiché possiede attività antisecretoria, e l'ipermotilità andando ad esplicare attività antispastica.
Utilizzato come sale di ioduro, ma anche come bromuro o cloruro, è stato scoperto nel 1954 dalla Janssen Pharmaceuticals.